# American Pastoral (film)
American Pastoral è un film del 2016 diretto e interpretato da Ewan McGregor, al suo esordio alla regia.
Il film è basato sul romanzo Pastorale americana di Philip Roth.

## Trama
Anni sessanta: Seymour Levov, detto lo Svedese, è un ragazzo ebreo del New Jersey con una vita apparentemente perfetta: è proprietario di una prospera fabbrica di guanti a Newark, è sposato con Dawn, ex reginetta di bellezza e insieme hanno una figlia, Merry (Meredith), adorata da entrambi. La piccola Merry balbetta, ma non importa, l'amore dei genitori è incondizionato. Divenuta adolescente, Merry inizia a frequentare dei ragazzi di New York impegnati in politica e coinvolti in violenti attentati di protesta contro la guerra del Vietnam. Lo Svedese, venutone a conoscenza, le impedisce di tornare a New York e la esorta a protestare contro la guerra in modo pacifico, nella loro cittadina.
Un giorno, però, quando Merry dovrebbe essere a New York, un attentato dinamitardo distrugge l'ufficio postale della città, causando un morto. La polizia, che sospetta di Merry, irrompe in casa Levov per una perquisizione, mette sotto controllo il telefono e inizia a cercare la ragazza da ogni parte, ma Merry sembra scomparsa. Mentre le ricerche continuano, nella fabbrica dello Svedese arriva una giovane stagista di nome Rita Cohen, che avvicina Seymour con la scusa di voler imparare il suo mestiere. Rimasta sola con lui, gli rivela di essere stata mandata da Merry.
Inizia così un gioco di ricatti: Rita convince lo Svedese a darle notevoli somme di denaro promettendogli di rivelare dove è nascosta Merry, ma senza mai farlo. Un giorno gli dà appuntamento in una camera d'albergo, dove cerca di indurlo a un rapporto sessuale con lei; solo se egli avesse accettato, gli avrebbe rivelato dov'era nascosta Merry. Seymour, però, non si presta al gioco e abbandona la camera, lasciando lì una valigetta con un'ingente somma di denaro, di cui Rita si impossessa.
Passano gli anni senza che di Merry si sappia più nulla. Nel frattempo, Dawn, la moglie dello Svedese, inizia a dare segni di squilibrio mentale, tanto da mettersi a ballare nella fabbrica del marito nuda, con indosso solo un paio di guanti e una fascia da reginetta di bellezza. Lo Svedese decide di internarla in un ospedale psichiatrico, dove la va a trovare tutti i giorni. Presa dallo sconforto, Dawn inizia a rinfacciargli di averla sempre e solo usata come bambola da esibire, di averla tormentata fino ad obbligarla a sposarlo e di averle impedito di realizzare la sua vera ambizione, diventare insegnante di musica.
Una volta dimessa dall'ospedale e tornata a casa, la donna inizia a stravolgere radicalmente se stessa e la vita che ha costruito assieme al marito per cancellare il ricordo di Merry. Si sottopone a un'operazione di chirurgia plastica in Svizzera e assolda un architetto per progettare una nuova casa. Seymour sopporta tutto con pazienza, perché sembra che la moglie sia di nuovo felice. Una sera, per strada, incontra nuovamente Rita Cohen e la aggredisce per obbligarla a condurlo dalla figlia. La ragazza lo porta in un quartiere degradato di Newark, dove Merry lavora in una clinica per animali. Dopo tanti anni, lo Svedese può così reincontrare la figlia, ma la trova in pessime condizioni; Merry ha aderito a una setta religiosa indiana, si vela la parte inferiore del volto "per non oltraggiare gli spiriti dell'aria", non si lava "per non offendere gli spiriti dell'acqua" e vive in condizioni di miseria in una casa fatiscente. Seymour la supplica di tornare a casa con lui, ma la figlia rifiuta e lo invita ad andarsene.
Una volta a casa, egli prova a parlare alla moglie dell'incontro con Merry, ma Dawn si rivela del tutto disinteressata, gli risponde che la loro vita precedente è finita e che entrambi devono rassegnarsi alla perdita della figlia. Poco dopo il colloquio, Seymour coglie Dawn in atteggiamenti intimi con l'architetto; torna allora da Merry per convincerla a tornare a casa, ma lei rifiuta ancora. Quindi il discorso cade sull'attentato all'ufficio postale. Seymour chiede a Merry se è stata davvero lei a mettere la bomba; la figlia risponde di sì, e gli rivela inoltre di essere responsabile di altri due attentati, che hanno causato la morte di altre tre persone. Risulta a quel punto evidente che Merry ha scelto di vivere nella miseria più squallida per punirsi di aver ucciso delle persone innocenti. Nonostante questa confessione, Seymour si rifiuta di credere che la figlia sia un'assassina, e torna a pregarla di tornare a casa, ma Merry gli risponde che non è più la sua dolce bambina e lo prega a sua volta di non cercarla mai più.
Lo Svedese, tuttavia, non riesce a rassegnarsi alla perdita della figlia, e tornerà molte volte a cercarla, senza però trovarla più. Soltanto al suo funerale, davanti agli amici e alla madre, Merry tornerà per salutare suo padre per l'ultima volta. Non è più in pessime condizioni e sembra aver lasciato la setta religiosa. Il suo percorso interiore non è concluso, ma è di nuovo in cammino, nella giusta direzione, guidata dall'incondizionato amore del padre ritrovato.

## Riprese
Le riprese, iniziate il 25 settembre 2015, si sono svolte a Pittsburgh, in Pennsylvania.

## Distribuzione
Il film è uscito nelle sale statunitensi dapprima in distribuzione limitata il 21 ottobre e poi in tutte le sale dal 28 ottobre 2016, mentre in Italia è uscito il 20 ottobre dello stesso anno.